# Frankfurter Landwehr

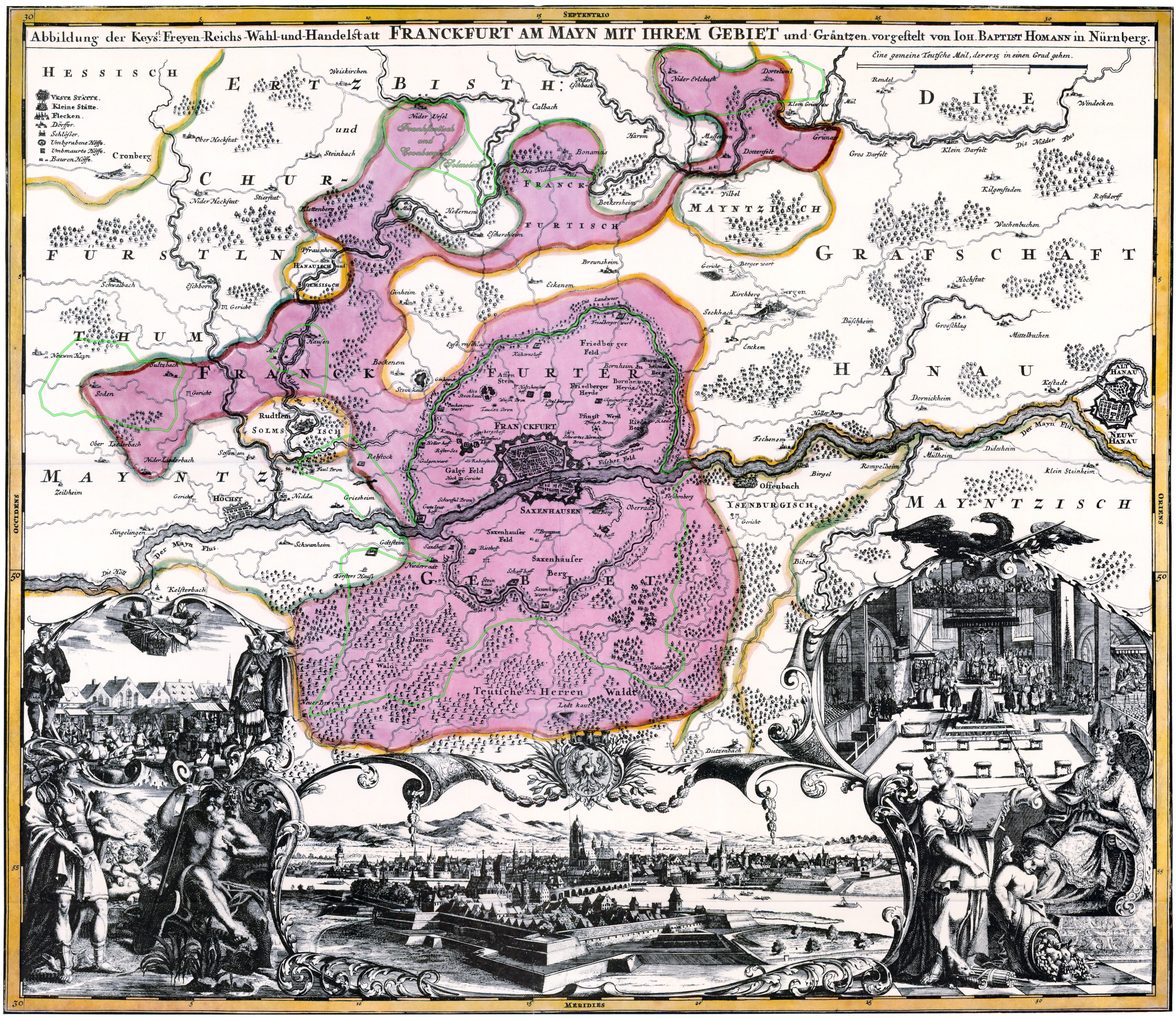
Stadtgebiet und Landwehr, zwischen 1712 und 1714
(Kupferstich von Johann Baptist Homann, Gebietsgrenzen korrigiert nach Friedrich Bothe)

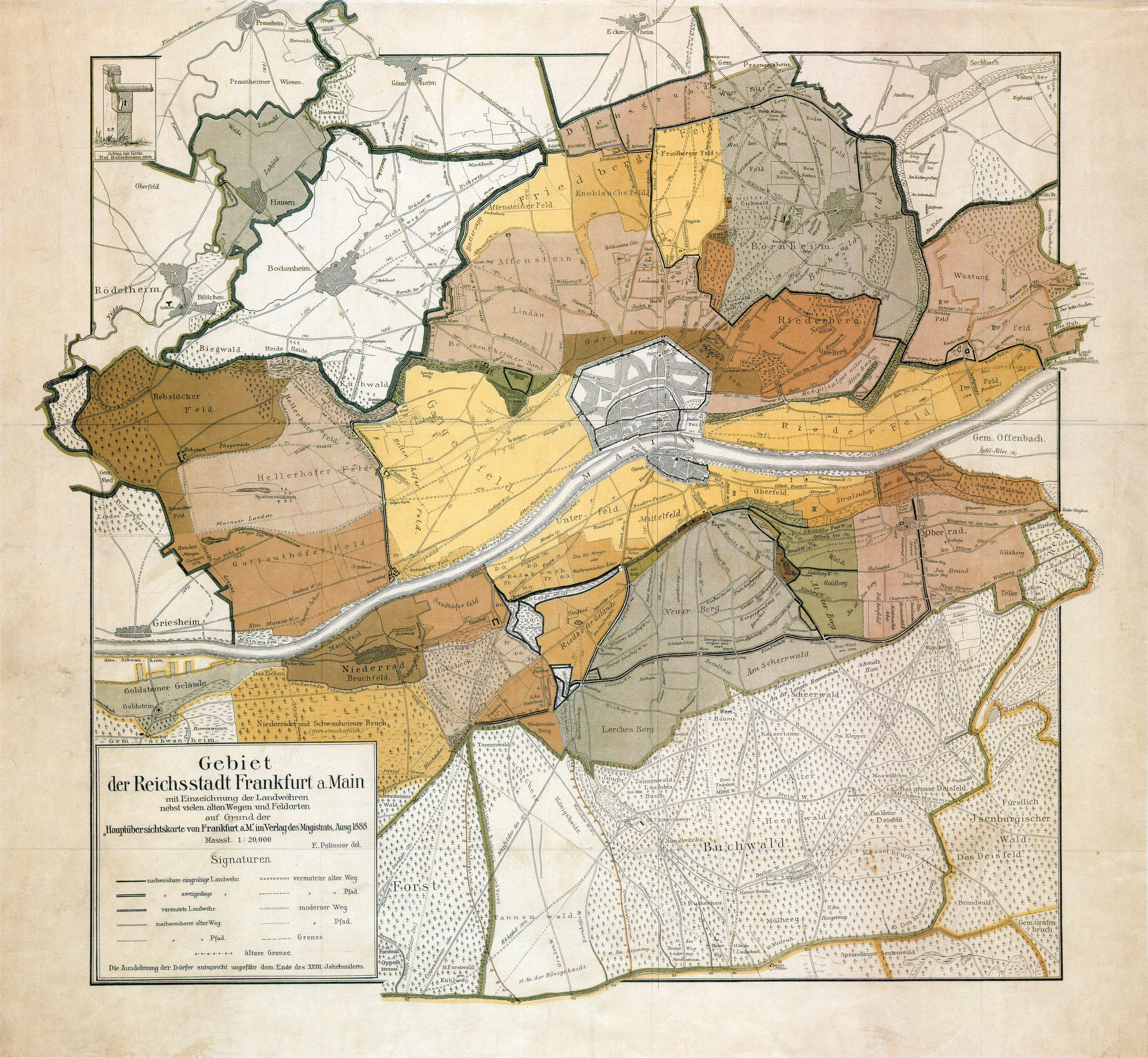
Die Frankfurter Landwehr um 1800. Karte von Eduard Pelissier, 1905

Die Frankfurter Landwehr war ein Teil der Frankfurter Stadtbefestigung, mit dem die Reichsstadt Frankfurt am Main ihre Landgemarkung schützte. Mit dem Bau der Landwehr wurde Ende des 14. Jahrhunderts begonnen. Ihre größte Bedeutung erlangte sie im 15. und 16. Jahrhundert. Ab Ende des 18. Jahrhunderts begann der allmähliche Abbau und Verfall der Anlagen. Einzelne Überreste, vor allem die Warten, sind noch heute im Stadtbild erhalten.

## Verlauf

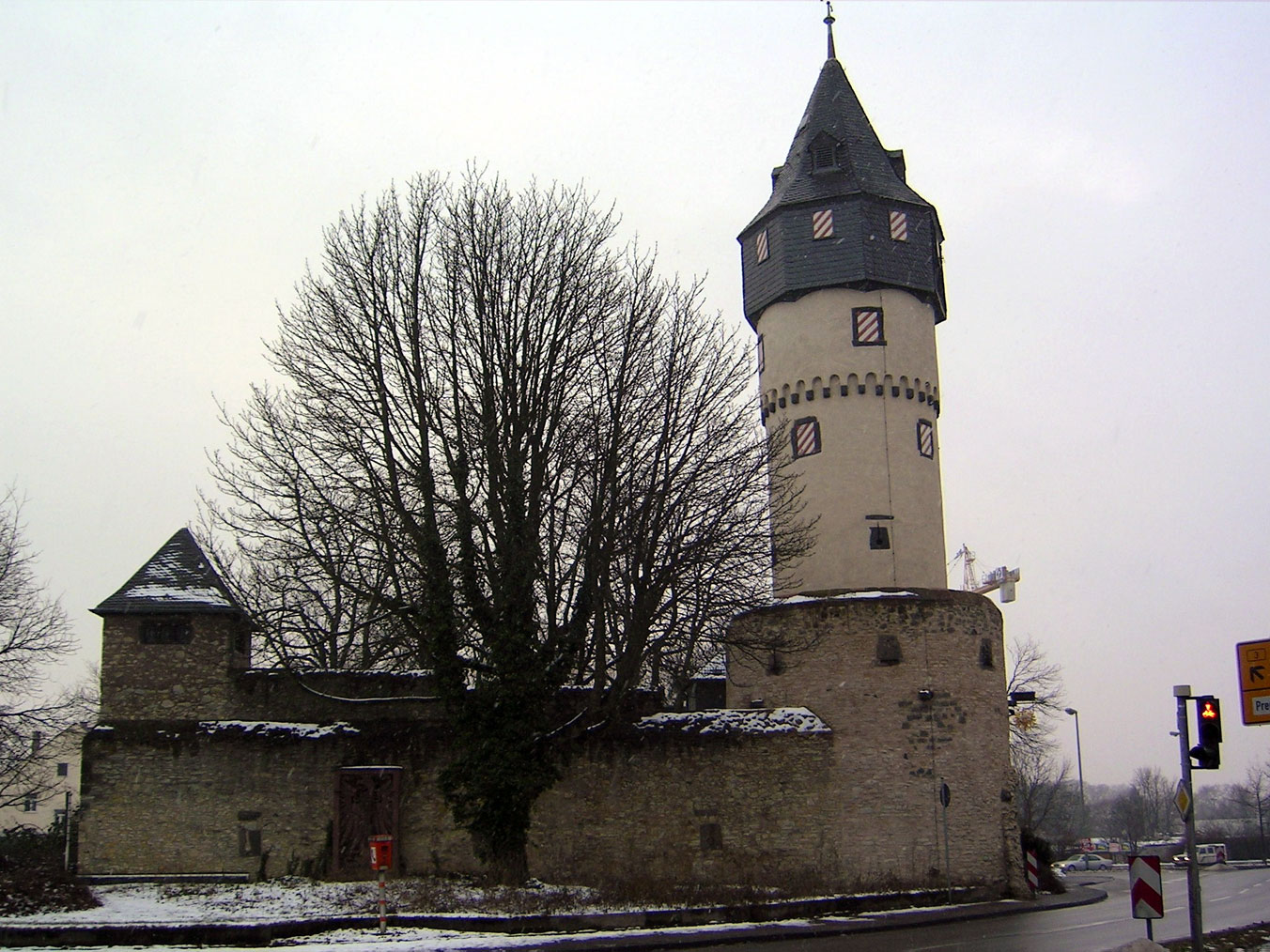
Friedberger Warte

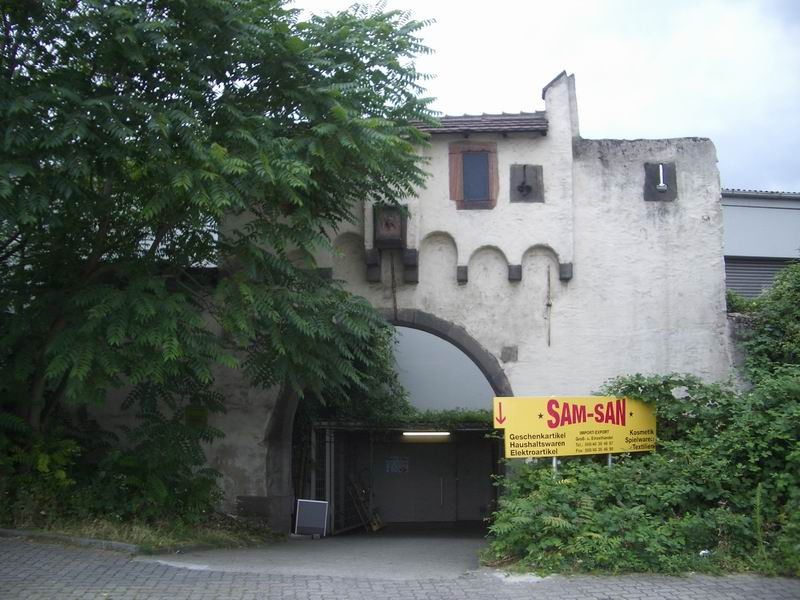
Riederhöfe

Die Landwehr zog sich im Abstand von etwa zwei Kilometern um die Stadt; sie bestand im Wesentlichen aus undurchdringlichen Hecken („Gebück“, „Gedörn“) und Gräben. Der Stadtteil Dornbusch verdankt seinen Namen der Tatsache, dass zu Verteidigungszwecken Dornbüsche gepflanzt wurden. Die strategisch wichtigen Stellen, an denen Verkehrswege die Landwehr durchquerten, wurden durch Warttürme und Eiserne Schläge geschützt. Auch mehrere große Wehrhöfe waren in die Landwehr einbezogen.
Die Landwehr begann im Westen mainabwärts am Gutleuthof und erstreckte sich im Bogen nach Nordosten über die Galluswarte an der Mainzer Landstraße, die Bockenheimer Warte an der Bockenheimer Landstraße und den Kühhornshof zur Friedberger Warte an der Friedberger Landstraße. Sie folgte im weiteren Verlauf dem Sumpfgelände vor dem Bornheimer Hang, wandte sich längs des kleinen Riederbruchs (etwa am Südzipfel des heutigen Ostparks) nach Osten, umschloss die Riederhöfe an der Hanauer Landstraße und traf etwa in Höhe des heutigen Frankfurter Osthafens auf den Main.
Entsprechend waren im Süden um Sachsenhausen Befestigungsanlagen mit Gräben, Hecken, Zäunen und kleinen Wällen sowie der Sachsenhäuser Warte errichtet worden. Im Südosten ist die Oberräder Landwehr jüngst von der Stadt und der Regionalpark Süd-West GmbH wiederhergestellt worden. Der historische Graben, der 1441 angelegt wurde, ist sichtbar und durch einen Steg begehbar gemacht worden, so dass dieses Denkmal ohne weitere Beschädigung besichtigt werden kann.

## Geschichte
Der ursprüngliche, natürliche Schutz des Frankfurter (Land-)Gebiets war der Flusslauf der Nidda, deshalb versuchte die Stadt schon sehr früh Kontrolle über die jeweiligen Niddabrücken (Vilbel, Bonames, Eschersheim, Praunheim, Hausen, Rödelheim, Nied) zu erlangen, jedoch genügte dies als Sicherung und Begrenzung bald nicht mehr.
1333 gestattete Kaiser Ludwig IV. die Erweiterung der Stadt und den Bau einer neuen Stadtmauer um die sogenannte Neustadt. Vor der Stadtmauer lagen die Feldmarken der Stadt, das Riederfeld, das Friedberger Feld und das Galgenfeld, die etwa den heutigen Stadtteilen Ostend, Nordend, Westend, Bahnhofsviertel, Gallus und Gutleutviertel entsprachen. Südlich des Mains erstreckte sich der 1372 erworbene Frankfurter Stadtwald.
Im Laufe des 14. Jahrhunderts führte die Stadt eine Reihe von Fehden gegen die umliegenden Territorialherren. In der Kronberger Fehde erlitt Frankfurt im Mai 1389 gegen die Ritter von Cronberg, die Herren von Hanau und den Pfalzgrafen Ruprecht I. eine herbe Niederlage. Nach der vereinbarten Zahlung eines Lösegeldes von 73.000 Goldgulden beschloss der Rat der Stadt 1393 den Bau einer Landwehr. 1396/97 wurde die Anlage zwischen den Riederhöfen und dem Knoblauchshof errichtet, die vor allem zum Schutz gegen die Ansprüche der Hanauer und Vilbeler diente. Von König Wenzel erwarb die Stadt 1398 ein Privileg, um den weiteren Ausbau der Landwehr zu sichern. Noch im selben Jahr entstand die Anlage zwischen Kühhornshof und Gutleuthof.
Der weitere Ausbau zog sich durch das ganze 15. Jahrhundert hin. 1411 bis 1413 entstand die Sachsenhäuser Landwehr, 1414 der erste steinerne Wartturm. Im Jahre 1476 errichtete die Stadt an der nordöstlichen Grenze der Gemeinden Bornheim und Seckbach weitere Landwehranlagen (Gräben und Hecken). So entstand die Bornheimer Landwehr, die 1478 mit dem Bau der Friedberger Warte abgeschlossen wurde. Die Bornheimer Landwehr wurde zehn Jahre später zur Bornheim-Seckbacher Landwehr ausgebaut.

## Warttürme
Die Warttürme waren befestigte Beobachtungstürme und ähnelten einer kleinen Burg. Sie verfügten über einen Aussichtsturm, einen Wehrhof, über Mannschaftsgebäude, Waffenlager und Brunnen. Vom Turm aus konnte der Wächter die Umgebung beobachten und bei Gefahr die Stadt warnen, tagsüber mit Fahnen und nachts mit Fackeln.
Erhalten sind vier Warttürme: die Friedberger Warte, die Sachsenhäuser Warte, die Galluswarte – ursprünglich Galgenwarte, benannt nach dem im Osten anschließenden „Galgenfeld“ – und die Bockenheimer Warte.
Die Berger Warte war kein Wartturm der Frankfurter Landwehr, sie lag außerhalb des Frankfurter Gebiets und war Beobachtungsposten sowie Geleitwechselstation an der Straße zwischen Frankfurt und Bischofsheim.
2008 wurden bei Bauarbeiten auf dem Universitätscampus Westend Reste eines Eiskellers ausgegraben, die zu den Einrichtungen der ehemaligen Anstalt für Irre und Epileptische gehört hatten. Die zuständige Denkmalbehörde sah in dem Bauwerk einen bislang unbekannten mittelalterlichen Wartturm der Landwehr, den Affenstein, der später zu einer Windmühle umgebaut worden und seit dem 19. Jahrhundert als Eiskeller der Irrenanstalt genutzt worden sei. Diese Zuschreibung ist jedoch umstritten, nach Ansicht von Archäologen der Frankfurter Universität handelt es sich tatsächlich um die Eisgrube der Irrenanstalt.
Teile des Fundes wurden abgebrochen und der Rest in veränderter Form in das Institutsgebäude für Psychologie, Erziehungs- und Gesellschaftswissenschaften einbezogen.

## Wehrhöfe

Der Kühhornshof 1860

In das System der Landwehr waren auch wehrhafte Gehöfte eingegliedert (im Uhrzeigersinn, von Westen): Gutleuthof, Hellerhof, Kühhornshof, Riederhof, Strahlenberger Hof und Riedhof. Von diesen Höfen sind nur noch wenige Überreste vorhanden. Vom Riederhof ist noch das Eingangsportal nahe dem Ratswegkreisel an der Hanauer Landstraße erhalten. Auf dem Gelände von Kühhornshof und Bertramshof befindet sich heute der Hessische Rundfunk (hr). Vom Kühhornshof ist noch das Hauptgebäude, ein ehemaliger Wohnturm erhalten, in dem sich heute Seminarräume des hr befinden. Vom Riedhof in Sachsenhausen ist nur noch eine steinerne Pferdetränke vorzufinden.